# Meisje van Yde
Het meisje van Yde is een op 12 mei 1897 bij Yde gevonden veenlijk uit de Nederlandse ijzertijd. Het bevindt zich nu in het Drents Museum in Assen. Het veenlijk werd vooral bekend toen in 1994 een gezichtsreconstructie werd uitgevoerd, waarvoor was werd gebruikt.

## Vindplaats

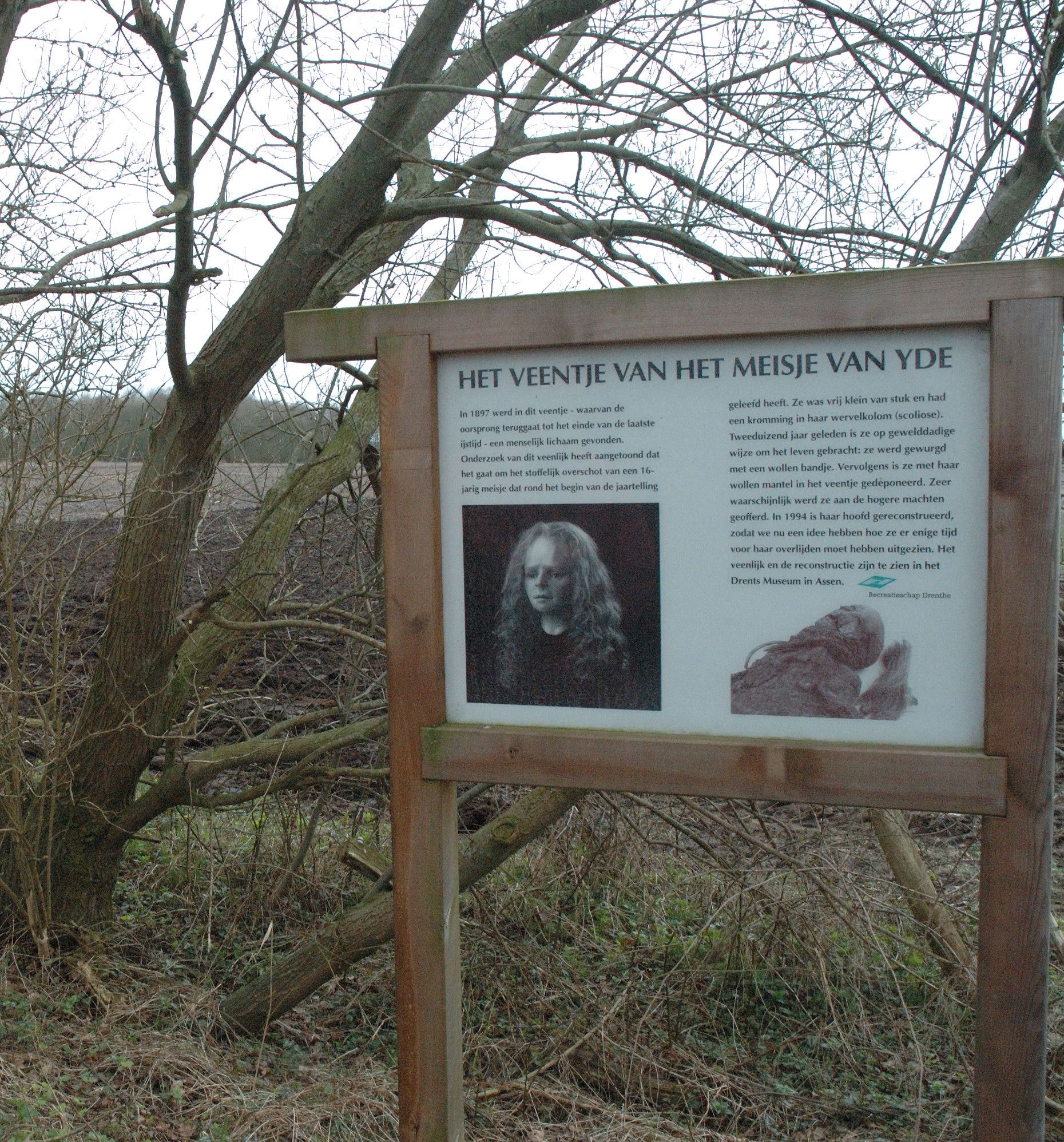
Bord bij natuurgebied De Hondstongen

Lange tijd dacht men dat het lijk afkomstig was uit natuurgebied De Hondstongen, dicht bij Yde. In mei 2006 werd echter bekend dat dit niet de originele vindplaats is geweest. De twee ontdekkers waren aan het turfsteken in het Stijfveen tussen Yde en Vries. Omdat hun werkzaamheden daar illegaal waren, want niet op gebied van de eigen marke, besloten ze het lijk te verplaatsen. Nazaten van de turfstekers hielden het verhaal lange tijd geheim uit angst de naam van hun voorvaderen te besmeuren.

### Ooggetuigenverslag
In maart 2009 werd in het Dagblad van het Noorden een artikel geplaatst over een vermeend ooggetuigenverslag. De beide veenarbeiders die de vondst deden, Hendrik Barkhof en Willem Emmens, zouden hun verhaal verteld hebben aan wie het maar wilde horen. Daarbij aanwezig was de twaalfjarige buurjongen Piet Bennink, die er voor school een opstel over zou hebben geschreven. Zijn zoon Piet openbaarde dit werkstuk in 2009.
In het opstel wordt over de ontdekking als volgt verteld: het paard van de twee arbeiders was die dag op hol geslagen, hun kar raakte te water, en ze moesten het water van een pingoruïne in om hun gereedschap uit de kar te redden. Daar stuitten ze op iets wat op het eerste gezicht op een stuk leer of een jute zak leek, maar het geconserveerde lijk van het meisje bleek te zijn.
Uit later onderzoek bleek het opstel echter een vervalsing te zijn. Het woord 'pingoruïne' dat in het opstel wordt gebruikt was eind 19e eeuw nog niet ingeburgerd, en past ook niet in het taalgebruik van een schoolkind. Ook was er sprake van een vuilstort die ten tijde van de vondst van het veenlijk nog niet bestond, maar pas in de jaren 20. Niettemin is het Stijfveen waarschijnlijk wel de vindplaats geweest.

## Wetenschappelijk onderzoek
Uit C14-datering blijkt dat het meisje van Yde tussen 54 v.Chr. en 128 n.Chr. is gestorven. Zij was op dat moment 1,40 m groot en ongeveer 16 jaar oud. Ze had een afwijking aan haar ruggenwervels (scoliose) waardoor ze waarschijnlijk wat krom was en vermoedelijk ook mank liep. In 2014 maakten onderzoekers uit het Duitse Mannheim een 3D-scan van het veenlijk.
In 2019 werd bekend dat er een omgevingsanalyse uitgevoerd is door Wageningen University & Research.

## Doodsoorzaak
Haar hoofd lijkt voor de helft kaalgeschoren. Onderzoek op Windeby I (het veenlijk dat in 1952 werd gevonden bij Windeby in Noord-Duitsland) doen echter vermoeden dat het fenomeen van geschoren haar bij sommige veenlijken gewoon te wijten kan zijn aan het feit dat de ene kant van het hoofd iets langer aan zuurstof blootgesteld was dan de andere. Een bandje met schuifknoop om haar hals was oorspronkelijk een tailleband en is niet geweven, maar gemaakt in de sprangtechniek, een zeer oude vlechttechniek. Het is driemaal om haar hals gewonden en de knoop is onder haar linkeroor aangetrokken. Er is een opening in de huid boven het linker sleutelbeen die het gevolg kan zijn van een messteek. Onduidelijk is de reden van haar gewelddadige dood. Het kan een straf zijn geweest, maar ze kan ook geofferd zijn.

## Zie ook

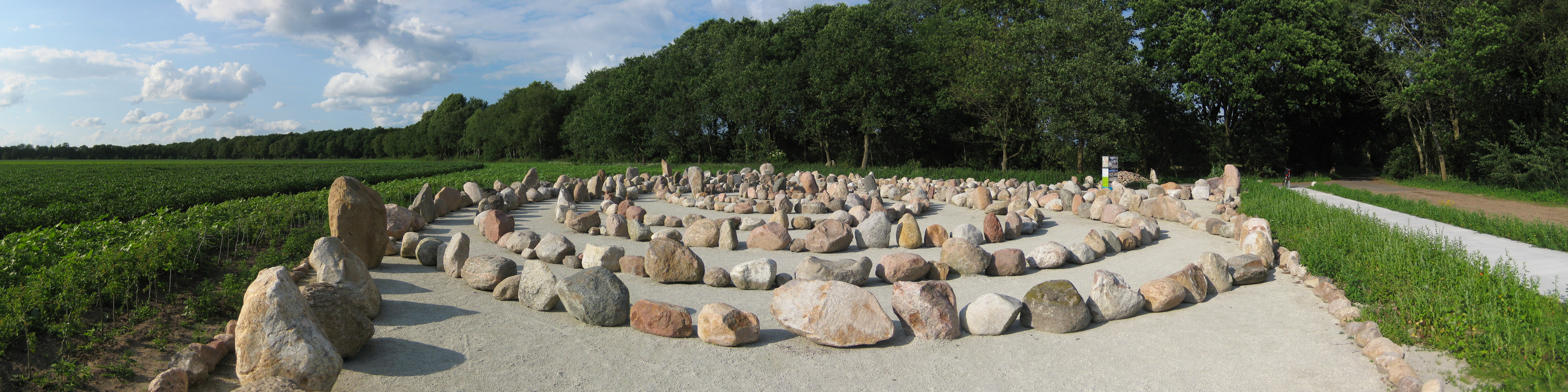
Het labyrint van zwerfkeien dat deel uitmaakt van Gebroken Cirkel